# Aimee Lou Wood
Aimee Lou Wood, född den 3 februari 1995 i Stockport i Storbritannien, är en brittisk skådespelare.
Wood har bland annat medverkat i filmerna The Electrical Life of Louis Wain från 2021 och Living från 2022. Hon har även medverkat i TV-serien Sex Education 2019–2023. Hon kommer även att medverka i filmen Seize Them! år 2023.

## Filmografi (i urval)
- 2019–2023 – Sex Education (TV-serie)
- 2021 – The Electrical Life of Louis Wain
- 2022 – Living
- 2023–2024 – Alice & Jack (TV-serie) (TV-serie)
- 2023 – Seize Them!
- 2024 – Daddy Issues (TV-serie)
- 2025 – The White Lotus (TV-serie)
- 2025 – Toxic Town (TV-serie)